# Mia Parnevik
Mia Ellinor Parnevik, född Sandsten den 20 februari 1968 i Längbro församling, Örebro län, är en svensk TV-profil som medverkar i serien Parneviks. Hon är gift med golfspelaren Jesper Parnevik sedan 1994. Hon vann TV-priset Kristallen i kategorin Årets tv-personlighet 2015. Familjen vann under samma gala pris för Årets realityprogram för serien Parneviks.

## Biografi
Under 2016 medverkade Mia Parnevik i den egna serien Den största dagen på TV3, där hon överraskar personer på deras stora dag. Hon var gäst i Rickard Olssons program Sommarkväll med Rickard Olsson i juli 2016. Mia Parnevik har även medverkat i Humorgalan som sänds på TV4. För galan åkte hon till Mauretanien för att besöka landet och visa Unicefs arbete i landet. Hon har varit gäst hos Vardagspuls.
Hon deltog i dansprogrammet Let's Dance 2022 som sändes på TV4.
Hon var sommarvärd i P1 2022.